# Jordan Chiles
Jordan Lucella Elizabeth Chiles (Tualatin, 15 de abril de 2001) es una deportista estadounidense que compite en gimnasia artística.
Participó en dos Juegos Olímpicos de Verano, obteniendo dos medallas en la prueba por equipos, plata en Tokio 2020 (junto con Simone Biles, Sunisa Lee y Grace Mc Callum) y oro en París 2024 (con Simone Biles, Jade Carey, Sunisa Lee y Hezly Rivera).
Ganó tres medallas en el Campeonato Mundial de Gimnasia Artística de 2022, oro por equipos y plata en salto de potro y suelo. En los Juegos Panamericanos de 2023 obtuvo tres medallas, oro por equipo, plata en salto de potro y bronce en la prueba individual.

## Palmarés internacional
| Juegos Olímpicos     | Juegos Olímpicos        | Juegos Olímpicos  | Juegos Olímpicos     |
| Año                  | Lugar                   | Medalla           | Prueba               |
| -------------------- | ----------------------- | ----------------- | -------------------- |
| 2020                 | Tokio (Japón)           | Medalla de plata  | Concurso por equipos |
| 2024                 | París (Francia)         | Medalla de oro    | Concurso por equipos |
| Campeonato Mundial   |                         |                   |                      |
| Año                  | Lugar                   | Medalla           | Prueba               |
| 2022                 | Liverpool (Reino Unido) | Medalla de oro    | Concurso por equipos |
| 2022                 | Liverpool (Reino Unido) | Medalla de plata  | Suelo                |
| 2022                 | Liverpool (Reino Unido) | Medalla de plata  | Salto de potro       |
| Juegos Panamericanos |                         |                   |                      |
| Año                  | Lugar                   | Medalla           | Prueba               |
| 2023                 | Santiago (Chile)        | Medalla de oro    | Concurso por equipos |
| 2023                 | Santiago (Chile)        | Medalla de plata  | Salto de potro       |
| 2023                 | Santiago (Chile)        | Medalla de bronce | Concurso individual  |

## Premios y nominaciones
| Año  | Premio              | Nominado      | Categoría                    | Resultado | Ref.  |
| ---- | ------------------- | ------------- | ---------------------------- | --------- | ----- |
| 2025 | Kids' Choice Awards | Jordan Chiles | Deportista femenina favorita | Nominada  | [ 4 ] |